# Erik Van Biervliet

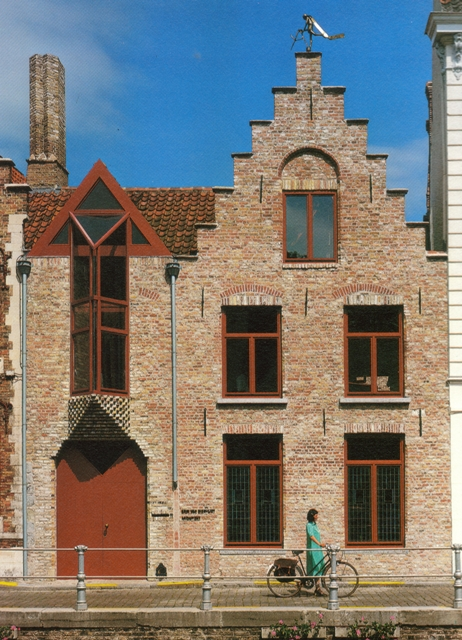
Architectenwoning van Erik Van Biervliet, Sint-Annarei 11, Brugge. Realisatie meermaals bekroond.

Erik Van Biervliet (Zarren, 11 oktober 1938 - Brugge, 16 mei 1996) was een Vlaams architect. Hij is bekend om zijn eenvoudige architectuur, met zijn eigen woonhuis in het historische Brugge als voorbeeld.

## Prijzen
- 1967 - 1ste prijs Provinciale Prijs voor Architectuur West-Vlaanderen
- 1969 - Vermelding prijs STUVO, Sporthallen in beton, Nederland
- 1981 - 1ste prijs Robert Maskens
- 1982 - 1ste prijs van de Vereniging van de Historische Steden van België
- 1982 - 1ste prijs Baksteenprijs
- 1984 - geselecteerd projekt Kuurne WISH
- 1985 - Prijs Cementnijverheid geselecteerd projekt Behaeghel
- 1985 - Eternit Prijs
- 1986 - (2de maal) 1ste prijs van de Vereniging van de Historische Steden van België

Eervolle vermelding Sint-Annarei en Kardinaalshof Brugge

## Bekende werken
- Museum Dhondt-Dhaenens, Deurle (1967)
- Sociale woningen Scharebrug, i.s.m. architecten J. Lauwereyns, F. Maenhoudt, J. Marannes en F. Sohier, Blankenberge (1975)
- RITO en MS, Knokke-Heist
- Woon-winkelcentrum, Koekelare (1985)
- Restauratie Hovaeremolen, Koekelare (1992-1997)
- Renovatie Brouwerij Christiaen, Koekelare (1993)
- Royal Scarphout Yachtclub, Blankenberge (1994)